# Johann Karl von und zu Franckenstein (Politiker)
Johann Karl Freiherr von und zu Franckenstein (* 27. Oktober 1858 in München; † 28. November 1913 in Ullstadt) war ein bayerischer Reichsrat und Mitglied des Reichstags des Deutschen Kaiserreichs.

## Leben
Johann Karl von und zu Franckenstein war der Sohn von Georg Arbogast von und zu Franckenstein (1825–1890) und dessen Ehefrau Marie Prinzessin von Oettingen-Wallerstein (1832–1891). Er heiratete am 6. September 1886 Julie Prinzessin von der Leyen und zu Hohengeroldseck (1860–1930).
Johann Karl besuchte das Gymnasium und studierte Rechtswissenschaft in München. 1883 legte er das Staatsexamen ab und übernahm die Verwaltung der Familiengüter, zu denen unter anderem das Schloss Ullstadt in Mittelfranken gehörte. Er war Fideikommissherr sowie Kapitularkomtur und Schatzmeister des bayerischen Georgsordens.
Von 1890 bis 1893 war er Reichstagsabgeordneter für den Wahlkreis Unterfranken 3 (Lohr am Main, Karlstadt, Hammelburg, Marktheidenfeld, Gemünden am Main) und die Zentrumspartei. Er wurde als Abgeordneter der Nachfolger seines Vaters Georg Arbogast von und zu Franckenstein, der zuvor den Wahlkreis achtzehn Jahre im Reichstag vertreten hatte. Außerdem gehörte er von 1890 bis zu seinem Tod im Jahre 1913 dem Bayerischen Reichsrat an.
Franckenstein war Mitglied des katholischen Studentenvereins Ottonia München.
Sein Bruder Moritz von und zu Franckenstein war ebenfalls Reichstagsabgeordneter des Deutschen Kaiserreichs.